# Cité Berryer
La cité Berryer est une voie du 8e arrondissement de Paris.

## Situation et accès
Elle commence au 25, rue Royale et se termine au 24, rue Boissy-d'Anglas.

« La cité Berryer […] est très curieuse surtout par le contraste qu'elle présente avec les rues voisines, la rue Royale par exemple, mais Paris est fait de contrastes et c'est ce qui en fait un de ses grands charmes pour ceux qui savent les comprendre. »

## Origine du nom
Le passage rend hommage à l'avocat Pierre-Nicolas Berryer (1757–1841), dit Berryer père (son fils, Pierre-Antoine Berryer (1790–1868), est quant à lui honoré par la rue Berryer, située dans une autre partie du 8e arrondissement).

## Historique
La cité Berryer s'appelait autrefois « passage du marché d'Aguesseau ». Ce marché, fondé en 1723 entre les actuelles rues de Surène, d'Aguesseau et Montalivet, n'avait pas tardé à péricliter. Des lettres patentes datées du camp d'Alost le 16 août 1745 en autorisèrent le transfert à un emplacement situé entre la rue de la Madeleine (rue Boissy-d'Anglas) et la rue Royale, qui n'existait pas encore. Le terrain ouvrait sur la rue Basse-du-Rempart, absorbée depuis par le boulevard des Capucines.
Le passage reçoit son nom actuel en 1837.

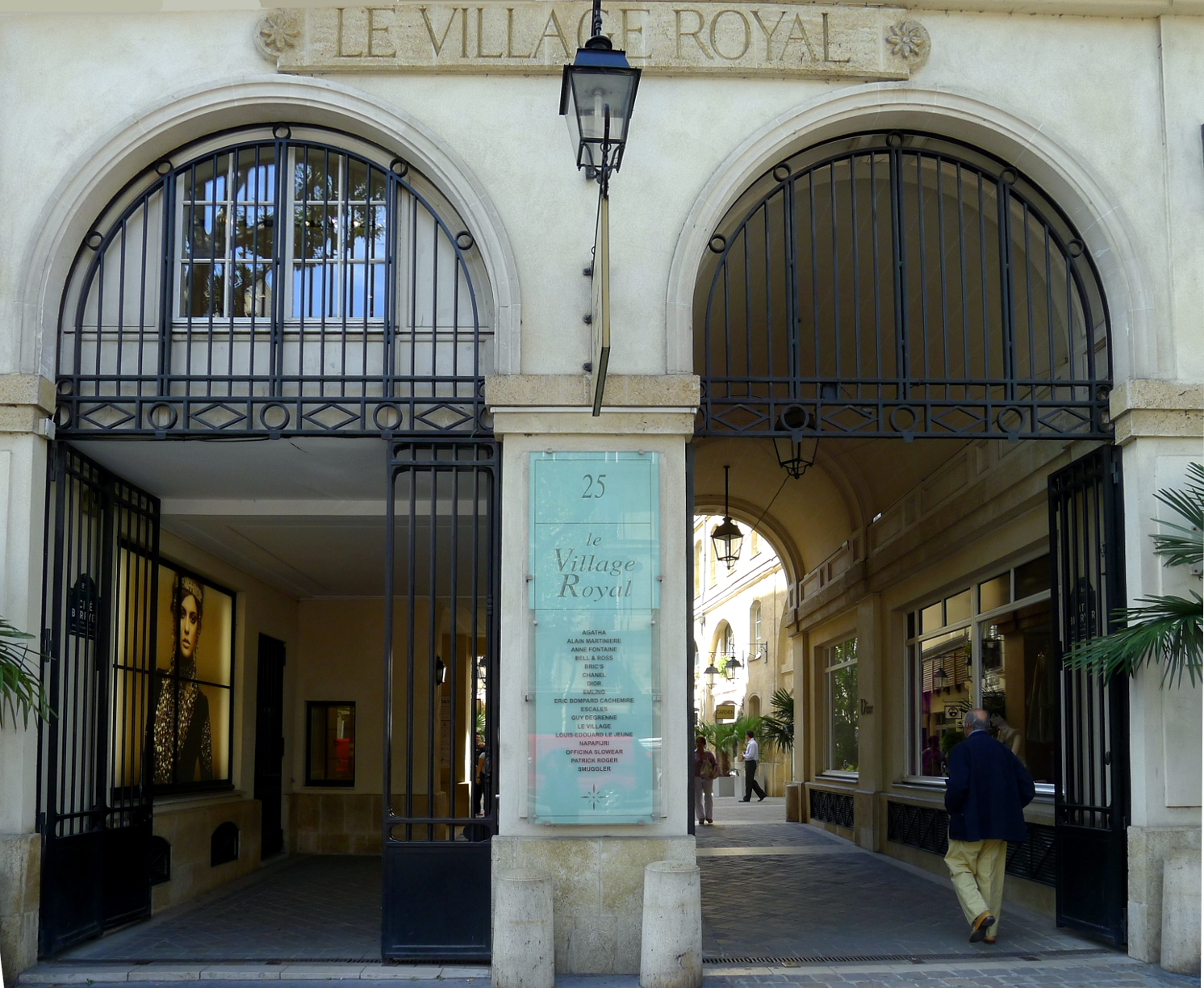
Entrée du 25, rue Royale.
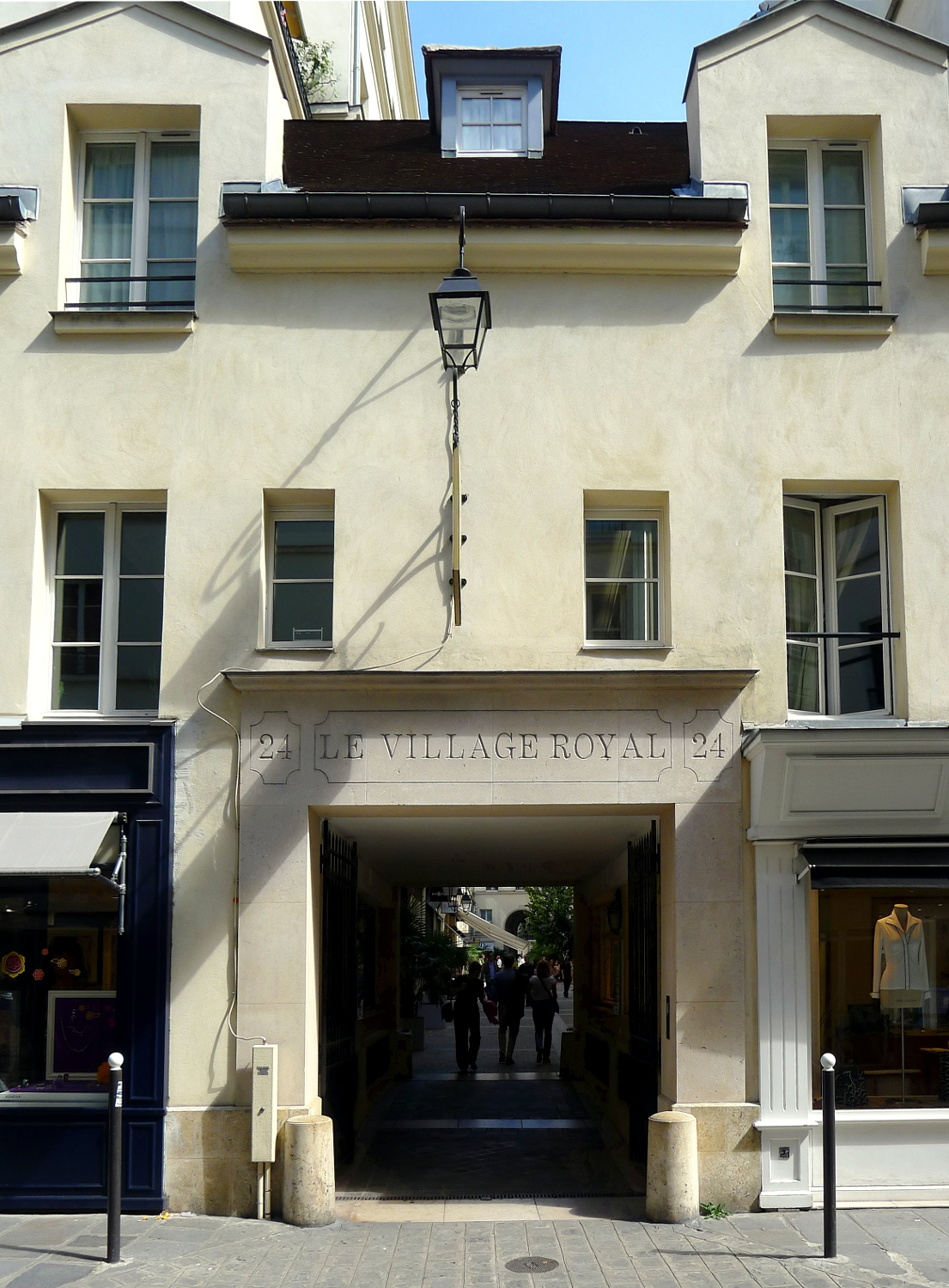
Entrée du 24, rue Boissy-d'Anglas.

## Dans la littérature
Joris-Karl Huysmans, dans En ménage  (chapitre XIV), fait une description de la cité où se tenait un marché, le mardi et le vendredi : 

« […]  Eh bien, à Ménilmontant ou à Montparnasse, cette foire ne serait ni bizarre ni drôle, mais il faut avouer qu'ici, c'est tout de même curieux de trouver dans ce quartier riche, dans cete rue Royale, à deux pas de la Madeleine, au milieu de ces magasins de gala, de ces restaurants et de ces cafés, chamarrés d'or et bourrés de glaces, une vraie cour des Miracles soigneusement cachée par une porte. […]. »